# Spittelstein
Spittelstein ist ein Stadtteil der oberfränkischen Stadt Rödental im Landkreis Coburg.

## Geographie
Spittelstein liegt etwa acht Kilometer östlich von Coburg. Durch den Ort fließt der Krebsbach. Die Staatsstraße St 2206 von Mittelberg nach Fürth am Berg führt durch Spittelstein.

## Geschichte
Die erste urkundliche Erwähnung Spittelsteins befindet sich in einem Spruchbrief des Bamberger Bischofs Eberhard vom Jahre 1162 nach einem Grenzstreit zwischen dem Kloster Banz und Hermann Graf von Wolveswach (Wohlsbach). Zu den geladenen Zeugen gehörte auch „Engilhart de stein“. Im Hennebergischen Urbarium, einer Auflistung von Besitzungen der Henneberger beim Erwerb der Neuen Herrschaft, wurde 1317 der Ort als „zu deme Steyn“ verzeichnet. Um das Jahr 1340 erfolgte eine Erwähnung als „Spitalstein“. Die Siedlung gehörte damals dem Coburger Spital. 1353 kam der Ort mit dem Coburger Land im Erbgang an die Wettiner und war somit ab 1485 Teil des Kurfürstentums Sachsen, aus dem später das Herzogtum Sachsen-Coburg hervorging.
Im Jahr 1618, zu Beginn des Dreißigjährigen Krieges, lebten in Spittelstein zehn wehrfähige Männer. Bis 1650 sank die Zahl der Mannschaft auf drei. Erst 1684 war der Stand von 1618 wieder erreicht. Die Anzahl der Häuser verminderte sich im gleichen Zeitraum von zehn auf drei. Zwei Drittel der Felder lagen 1658 brach.
Spittelstein hatte im Jahr 1783 41 Einwohner, die in elf Häusern lebten. Der Ort gehörte zum Gericht Neustadt und Pfarrsprengel Einberg.
Am 1. Juli 1869 wurde Theißenstein mit 33 Einwohnern zwangsweise nach Spittelstein mit 77 Einwohnern eingegliedert. Im 19. Jahrhundert besuchten die Spittelsteiner Schüler die Schule in Einberg. Am 18. April 1901 erfolgte die Einweihung eines Schulhauses für den neu gegründeten Schulverband Spittelstein-Blumenrod. 1965 trat die Gemeinde wieder dem Schulverband Einberg bei. Das in der Folge geschlossene Schulhaus wurde 1974 verkauft.
In einer Volksbefragung am 30. November 1919 stimmten fünf Spittelsteiner Bürger für den Beitritt des Freistaates Coburg zum thüringischen Staat und 45 dagegen. Somit gehörte ab dem 1. Juli 1920 Spittelstein zum Freistaat Bayern.

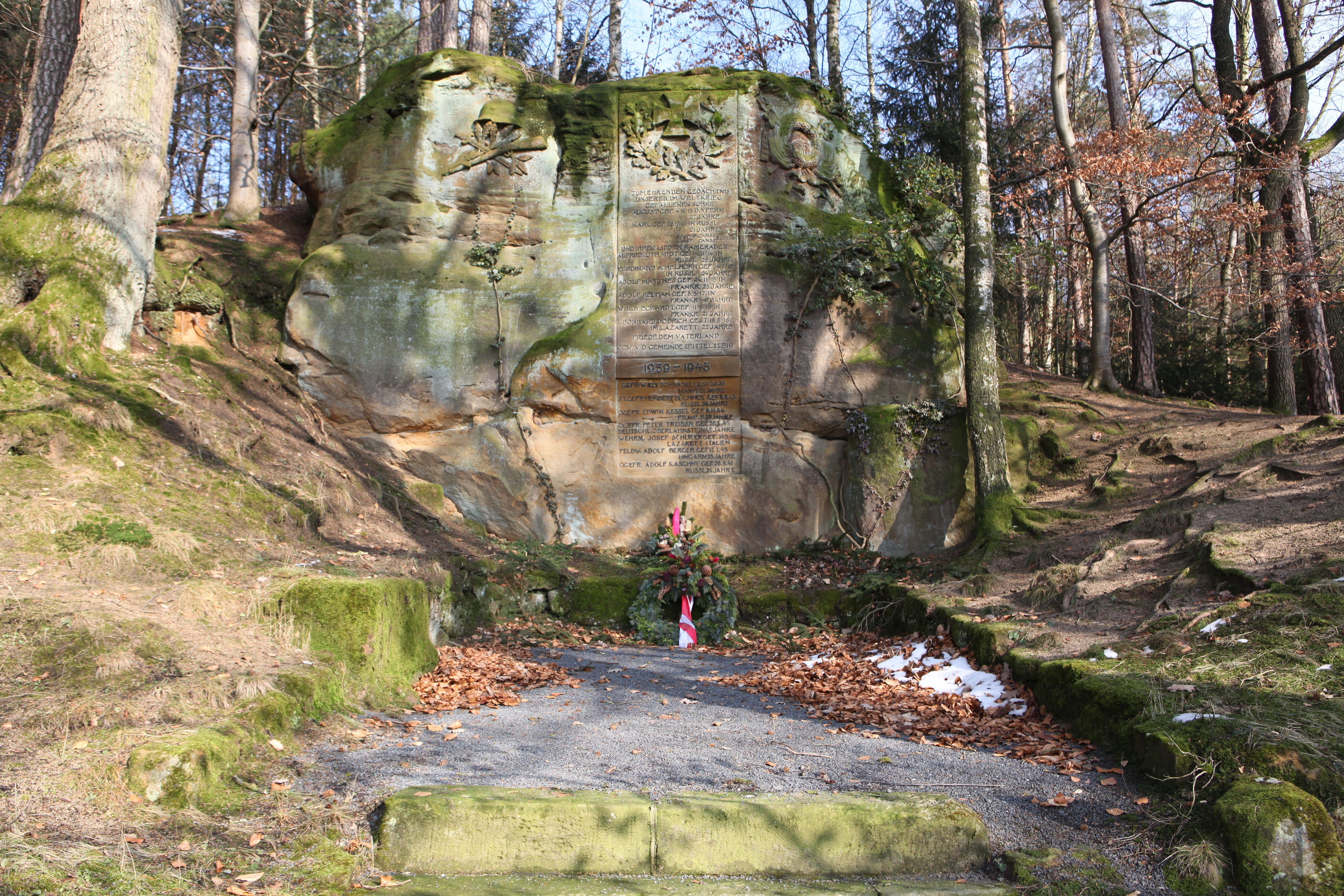
Kriegerdenkmal

Zwischen 1905 und 1911 bekam der Ort einen Telefonanschluss. Erster Versorger mit elektrischem Strom war 1922 das Coburger Überlandwerk. Im Mai 1926 wurde ein Kriegerdenkmal für die acht im  Ersten Weltkrieg gefallenen Soldaten eingeweiht. Das Denkmal war ursprünglich von der Familie Ganß zum Gedenken an die beiden gefallenen Söhne errichtet worden. Später wurde es der Gemeinde übergeben.
1962 gewann Spittelstein im Rahmen des Wettbewerbes „Das Schönere Dorf“ einen Brunnen, den der Kronacher Bildhauer Heinrich Schreiber entwarf und gestaltete. Der Brunnen aus einem Stein von einer benachbarten Sandgrube stellt figürlich das Märchen Das Waldhaus der Gebrüder Grimm dar und wurde 1963 aufgestellt. Zur Verbesserung der Wasserversorgung gründete die Gemeinde 1962 mit Blumenrod, Fechheim, Mittelwasungen und Aicha den Wasserzweckverband Spittelsteiner Gruppe. Zuvor war 1961 ein Tiefbrunnen gebohrt worden. Hausanschlüsse wurden 1965 verlegt. 1967 belieferte die Gruppe neben den Gründungsmitgliedern zusätzlich die Orte Birkig, Boderndorf, Fechheim, Kemmaten, Neu- und Neershof, Oberwasungen, Unterwasungen und Wellmersdorf mit Trinkwasser.
Am 1. Januar 1969 schloss sich Spittelstein mit der Nachbargemeinde Blumenrod zur neuen Gemeinde Steinrod zusammen, die am 1. Januar 1977 aufgelöst und in die Stadt Rödental eingegliedert wurde. Seitdem ist Spittelstein ein Stadtteil Rödentals.
Von 1994 bis 1996 errichtete die Wohnungsbaugesellschaft des Landkreises Coburg im Rahmen des Modellvorhabens „Mietwohnungen in Holzsystembauweise“ eine Siedlung mit fünf zweigeschossigen Reihenhauszeilen und 44 Wohneinheiten.

## Einwohnerentwicklung
| Jahr | Einwohnerzahl |
| ---- | ------------- |
| 1683 | 37            |
| 1783 | 41            |
| 1819 | 63            |
| 1868 | 110           |
| 1910 | 149           |
| 1919 | 137           |

| Jahr | Einwohnerzahl |
| ---- | ------------- |
| 1933 | 157           |
| 1939 | 143           |
| 1950 | 213           |
| 1960 | 198           |
| 1969 | 193           |
| 2012 | 396           |